# Прихована фортеця (роман)
«Прихована фортеця» — роман українського письменника Олександра Клименка, вийшов друком 2014 року у видавництві «Ярославів Вал». Початкова авторська назва роману — «Д’горі». Книжку присвячено дружині письменника — Жанні Алімівні Клименко. Автор передмови Володимир Лис. В оформленні обкладинки використано картину Оділона Редона «Містичний човен».

## Сюжет
Події роману «Прихована фортеця» відбуваються на тлі Помаранчевої революції. Героїня роману Ніна виходить заміж за Леоніда, який від першого шлюбу має дітей — Христю та Івасика. Матір Христі й Івасика на переході на смерть збила машина. Водій залишився непокараним, тож діти у своїх фантазіях почали вигадувати месника, якого сподіваються зустріти й у реальному житті. Вони надіються, що месник помститься кривдникові померлої матері. Діти справді зустрічаються з мужнім чоловіком, якого звати Мамаєм і який є характерником. Чоловік читає вірші Василя Стуса, грає на гітарі пісні з репертуару «Manfred Mann's Earth Band» і має пса, якого кличе Бомбардувальником. Мамай віднедавна живе в лісовій криївці, де, прорубуючи підковоподібний метафізичний коридор, готується до битви зі своїм заклятим ворогом – негідником і вбивцею Гнидою, високопосадовим чиновником у погонах. Свого часу Гнида наказав вбити Мамаєвого товариша — Юрка, з яким вони разом грали в студентському рок-гурті. Гнида намагався занапастити й Мамая, але чоловікові вдалося втекти від вбивць. Здобувши у вимушених мандрах козацьку шаблю, чоловік перебрався жити до лісу, де облаштував криївку — справжню фортецю. Землі довкола того лісу давно викуплені Гнидою. Мамай присягає помститися причетним до Юркової загибелі. У пошуках Мамая Гнида розсилає шпигунів. Одного з них звати Антипом Слизьковим, він вистежує Мамая тоді, коли у нього перебувають Христя та Івасик. Вистріливши, Слизьков поранив Мамая. Бомбардувальникові не вдається наздогнати шпигуна. Постановивши відіслати дітей, Мамай готується до метафізичної битви. Івасик їде до Києва, де разом із батьками приєднується до протестувальників, проте Христя залишається у криївці. На зворотному шляху зі столиці Івасик вирішує повернутися до Мамаєвої криївки. По дорозі хлопчик потрапляє в засідку і розуміє, що Мамая оточили вороги. Аби попередити про небезпеку чоловіка, з яким вони з Христею встигли заприязнитись, Івасик біжить до криївки, вигукуючи Мамаєве ім’я. Хлопця вбивають. Мамай виходить з криївки на смертельний двобій. Поруч з ним — Бомбардувальник. Поки Мамай розправляється з ворогами, пес наздоганяє шпигуна Слизькова.

## З видавничої анотації
Роман «Прихована фортеця» Олександра Клименка» — сміливе жанрове та стильове оновлення літературних традицій. Трагічне й просвітлене людське життя у новому творі письменника розгортається на тлі сучасної української доби. Автор не звужує оповіді до проблем, з якими стикаємося у сьогоденні, натомість, у майже метафізичному просторі вибудовуючи долі своїх героїв, ставить ті філософські запитання, на які мисляча людина одвіку шукає відповідей.
«Прихована фортеця» разом із повістю «Пазл пазлів», яка ввійшла до книжки «Supraphon» (2006), і романом «Коростишівський Платонов» (2010) утворює своєрідне трикнижжя — зі спільними героями, долями, географією.

## Рецензії
- Василь Слапчук. Чорне і біле: відмова від сірого — Буквоїд, 2015 [Архівовано 22 липня 2015 у Wayback Machine.]
- Віктор Вербич. Метафізична підкова Олександра Клименка — Українська літературна газета, 2016 [Архівовано 7 травня 2016 у Wayback Machine.]
- Олег Поляков. Безкомпромісні й світлі люди добровільно йдуть на небо — Буквоїд, 2016 [Архівовано 8 березня 2016 у Wayback Machine.]
- Алла Рогашко. Метафізика нашої душі: Олександр Клименко, «Прихована фортеця» — Буквоїд, 2021 [Архівовано 20 травня 2021 у Wayback Machine.]

## У музичному мистецтві
Уривки з роману використано у композиціях «Мамай. Медитація» та «Мамай. Битва» ансамблю САТ.

## Нагороди
- 2016 — Волинська обласна літературно-мистецька премія ім. Агатангела Кримського (за активну участь у вітчизняному літературному процесі та видання роману «Прихована фортеця»)[5][6].